# Семеновский, Оскар Владимирович
Оскар Владимирович Семено́вский (27 июля 1926, Балта, Молдавская АССР — 3 октября 1979, Кишинёв, Молдавская ССР) — советский литературовед, доктор филологических наук (1968), профессор.

## Биография
Окончил Одесский университет (1949). С 1960 года преподавал в Бельцком педагогическом институте имени Алеку Руссо, в 1968—1973 годах заведовал кафедрой русской и иностранной литературы. С 1978 года — старший научный сотрудник отделения этнографии и искусства АН Молдавской ССР. Доктор филологических наук (1968). Член КПСС (1951).
Специалист по истории литературной критики XX века, преимущественно соцреалистической и марксистской. Автор монографий «Марксистская критика и партийность литературы: Из истории литературно-эстетической борьбы предоктябрьской эпохи» (1966), «Марксистская критика о Горьком: Из истории общественно-литературной борьбы послеоктябрьского периода» (1969). Особо исследовал критическое наследие Вацлава Воровского: опубликовал книги «В. Воровский в Одессе» (1962) и «В. В. Воровский — литературный критик» (1963), подготовил собрание критических статей Воровского (1971, совместно с И. С. Черноуцаном).

## Семья
- Сын — Валерий Оскарович Семеновский (1952—2024), театровед, театральный критик и драматург.
- Племянник — Павел Леонидович Лемберский (род. 1956), прозаик.

## Книги
- В. Воровский в Одессе. Одесса: Одесское книжное издательство, 1962.
- В. В. Воровский — литературный критик (очерки). Кишинёв: Картя молдовеняскэ, 1963.
- Марксистская критика и партийность литературы: из истории литературно-эстетической борьбы предоктябрьской эпохи. Кишинёв: Картя молдовеняскэ, 1966.
- Марксистская критика о Чехове и Толстом: Из истории общественно-литературной борьбы предоктябрьского периода. Кишинёв: Картя молдовеняскэ, 1968.
- Марксистская критика о Горьком: из истории общественно-литературной борьбы послеоктябрьского периода. Кишинёв: Картя молдовеняскэ, 1969.
- В начале века: из истории дооктябрьской марксистской литературной критики. Кишинёв: Картя молдовеняскэ, 1971.
- В. В. Воровский: Литературная критика. М.: Художественная литература, 1971.
- В борьбе за реализм: из истории марксистской литературной критики предоктябрьского периода. Кишинёв: Картя молдовеняскэ, 1973.
- Литература и время. Кишинёв: Штиинца, 1973.
- У истоков новой литературы. Кишинёв: Картя молдовеняскэ, 1974.
- Актуальные вопросы истории марксистской литературной критики. Кишинёв: Штиинца, 1975.
- Молдавская тетрадь: Литературно-критические статьи и очерки. Кишинёв: Литература артистикэ, 1979.